# 陈峰 (生物工程专家)
陈峰（1961年—），男，广东汕头人，国际欧亚科学院院士、美国医学与生物工程院院士、英国皇家化学会会士、中国教育部第六批“长江学者”特聘教授，研究领域包括生物工程及功能食品等，曾发表论文数百篇、出版多本专著，取得数10项专利。

## 生平
1979年考入华南工学院（现华南理工大学）微生物工程专业，1983年取得学士学位后，先后在汕头市卫生防疫站、汕头大学工作。
1987年赴昆士兰大学深造，先后于1990年和1993年分别取得硕士、博士学位。
1993年博士毕业后，赴香港大学任教，先后担任讲师、副教授、教授及植物学系主任、生物科学学院执行院长。
2011年，受时任北京大学工学院院长陈十一邀请，出任北京大学工学院副院长、终身讲席教授。
2018年，受时任深圳大学校长李清泉邀请，出任深圳大学高等研究院院长、特聘教授。2023年，卸任深圳大学高峰研究院院长、特聘教授职务。

## 学术兼职
国际欧亚科学院中国科学中心副秘书长、国际潮籍博士联合会副主席、中国食品科技学会常务理事、中国食品科技学会功能食品分会常务副理事长。
担任Food & Function、Process Biochemistry、Journal of Applied Phycology、Biotechnology Letters、Journal of Integrative Agriculture、Food Science and Human Wellness、Journal of Marine Science and Engineering 、Marine Drugs 等期刊编委。